# Брилла-Банфальви, Шандор
Шандор Брилла-Банфальви (венг. Brilla-Bánfalvi Sándor, 14 апреля 1914, Мадьярчахой (Чехелуц) — 25 июня 1998, Дебрецен) — венгерский шахматист, гроссмейстер ИКЧФ (1979).

## Биография

### Семья
Отец — Эрнё Брилла, сотрудник Венгерских железных дорог. Мать — Пирошка Хайду. Жена — Илона Пажити, финансовый директор. Сын — Аттила Банфальви (род. 1959), философ.

### Трудовая деятельность
С 1933 по 1944 гг. работал налоговым инспектором в Дебрецене. В 1943—1944 гг. участвовал в боевых действиях в ходе Второй мировой войны. В 1944 г. попал в плен. Освобожден в 1951 г. В 1951—1956 гг. жил в городе Ньиредьхаза. По возвращении в Дебрецен с 1956 по 1960 гг. работал в хлебопекарной компании. С 1960 по 1974 гг. занимал должность спикера Городского совета Дебрецена.

### Шахматная деятельность
Выступал преимущественно в соревнованиях по переписке. Единственные очные турниры высокого статуса — мемориалы Асталоша 1961 и 1968 гг., которые проходили в Дебрецене, где тогда жил шахматист.
В 1961 г. получил звание национального мастера, в 1967 г. — международного мастера ИКЧФ, в 1979 г. — гроссмейстера ИКЧФ.
Чемпион Венгрии по переписке 1953—1955 гг. Бронзовый призер чемпионатов Венгрии по переписке 1941—1942 и 1951—1953 гг.
В составе сборной Венгрии участник четырех командных чемпионатов мира (заочных олимпиад). Дважды серебряный призер заочных олимпиад (1958—1961 и 1977—1982 гг.; во втором случае — с лучшим результатом на 6-й доске).
Победитель и призер ряда крупных заочных международных турниров.

## Книга
- Brilla-Bánfalvi Sándor: Játszmák, Debrecen, 1981. (сборник партий).

## Спортивные результаты
| Год                       | Город                                                     | Соревнование                                              | + | − | = | Результат | Место                      |
| ------------------------- | --------------------------------------------------------- | --------------------------------------------------------- | - | - | - | --------- | -------------------------- |
| 1961                      | Дебрецен                                                  | Мемориал Л. Асталоша                                      | 2 | 5 | 6 | 5 из 13   | 11—12                      |
| 1968                      | Дебрецен                                                  | Мемориал Л. Асталоша                                      | 3 | 7 | 5 | 5½ из 15  | 14                         |
| СОРЕВНОВАНИЯ ПО ПЕРЕПИСКЕ |                                                           |                                                           |   |   |   |           |                            |
| 1941—1942                 | Чемпионат Венгрии                                         | Чемпионат Венгрии                                         |   |   |   |           | 3                          |
| 1951—1953                 | Чемпионат Венгрии                                         | Чемпионат Венгрии                                         |   |   |   |           | 3                          |
| 1951                      | Кубок Палоца                                              | Кубок Палоца                                              |   |   |   |           | 1                          |
| 1953—1954                 | Мемориал Р. Харузека                                      | Мемориал Р. Харузека                                      |   |   |   |           | 1                          |
| 1954                      | Мемориал Г. Мароци                                        | Мемориал Г. Мароци                                        |   |   |   |           | 1                          |
| 1953—1955                 | Чемпионат Венгрии                                         | Чемпионат Венгрии                                         |   |   |   |           | 1—2                        |
| 1956                      | Мемориал Й. Сена                                          | Мемориал Й. Сена                                          |   |   |   |           | 1                          |
| 1958—1961                 | 3-й командный чемпионат мира (сборная Венгрии, ?-я доска) | 3-й командный чемпионат мира (сборная Венгрии, ?-я доска) |   |   |   |           | Команда — 2-я              |
| 1961—1964                 | 4-й командный чемпионат мира (сборная Венгрии, ?-я доска) | 4-й командный чемпионат мира (сборная Венгрии, ?-я доска) |   |   |   |           |                            |
| 1969—1971                 | Турнир Нидерландской шахматной федерации                  | Турнир Нидерландской шахматной федерации                  |   |   |   |           | 2—3                        |
| 1972—1976                 | 7-й командный чемпионат мира (сборная Венгрии, ?-я доска) | 7-й командный чемпионат мира (сборная Венгрии, ?-я доска) |   |   |   |           |                            |
| 1977—1979                 | Мемориал М. Видмара                                       | Мемориал М. Видмара                                       |   |   |   |           | 3—4                        |
| 1977—1982                 | 8-й командный чемпионат мира (сборная Венгрии, 6-я доска) | 8-й командный чемпионат мира (сборная Венгрии, 6-я доска) |   |   |   | 9 из 12   | 1 на доске; команда — 2-я; |
| 1978—1982                 | Чемпионат Европы                                          | Чемпионат Европы                                          |   |   |   |           | 4                          |
| 1981—1984                 | Мемориал С. С. Миротворского                              | Мемориал С. С. Миротворского                              |   |   |   |           | 1                          |
| 1982—1984                 | Мемориал П. П. Кереса                                     | Мемориал П. П. Кереса                                     |   |   |   |           | 2                          |
| 1984—1987                 | Мемориал А. Аксельссона                                   | Мемориал А. Аксельссона                                   |   |   |   |           |                            |
| 1986—1992                 | Турнир 40-летия ФРГ                                       | Турнир 40-летия ФРГ                                       |   |   |   |           |                            |
| 1987                      | Мемориал В. П. Симагина                                   | Мемориал В. П. Симагина                                   |   |   |   |           |                            |
| 1989—1993                 | Мемориал В. Берграсера                                    | Мемориал В. Берграсера                                    |   |   |   |           |                            |